# Установа културе „Кораци”
Установа културе „Кораци” је једна од културолошких установа у Крагујевцу. Налази се у улици Саве Ковачевића 5.

## Историјат
Установа културе „Кораци” је основана Одлуком Скупштине града Крагујевца 7. априла 2017. као правни следбеник Привредног друштва Издавачка кућа „Кораци”. Један од основних разлога оснивања је оживљавање и подршка издаваштву како у Крагујевцу, тако и у ширем региону. Као правни следбеник Издавачке куће „Кораци” настају Издавачко Друштвено предузеће „Нова светлост”, Новинско издавачко и графичко предузеће „Светлост” и остали издавачи до „Књажеско–сербске књигопечатње”, прве штампарије у модерној српској држави. Основна делатност установе културе „Кораци” је издаваштво белетристике, монографских публикација, часописа и осталих штампаних издања, као и израда визуелних идентификација штампаних публикација, од идеје до графичке припреме за штампу, за све установе којима је оснивач град Крагујевац. Поред књига и часописа издају каталоге, брошуре и остале галантерије. Поред издаваштва се баве пословима координације, пружања специјализованих дизајнерских, правних и финансијских услуга, медијског представљања, комуникације и односа са јавношћу за градске установе културе.